# (5889) Mickiewicz
(5889) Mickiewicz – planetoida z pasa głównego asteroid okrążająca Słońce w ciągu 5 lat i 115 dni w średniej odległości 3,04 au. Została odkryta 31 marca 1979 roku w Krymskim Obserwatorium Astrofizycznym w Naucznym na Półwyspie Krymskim przez Nikołaja Czernycha. Nazwa planetoidy została nadana na cześć Adama Mickiewicza, polskiego poety i publicysty. Przed nadaniem nazwy planetoida nosiła oznaczenie tymczasowe (5889) 1979 FA3.
Synodyczny okres obrotu planetoidy wynosi 6,1412 ± 0,0543 godz.